# Kepenuhan Tengah
Kepenuhan Tengah is een bestuurslaag in het regentschap Rokan Hulu van de provincie Riau, Indonesië. Kepenuhan Tengah telt 4468 inwoners (volkstelling 2010).